# Суицърланд (окръг, Индиана)
Окръг Суицърланд (на английски: Switzerland County в превод Швейцария) е окръг в щата Индиана, Съединени американски щати. Площта му е 580 km², а населението - 9065 души (2000). Административен център е град Вийвий.